# Corrientes

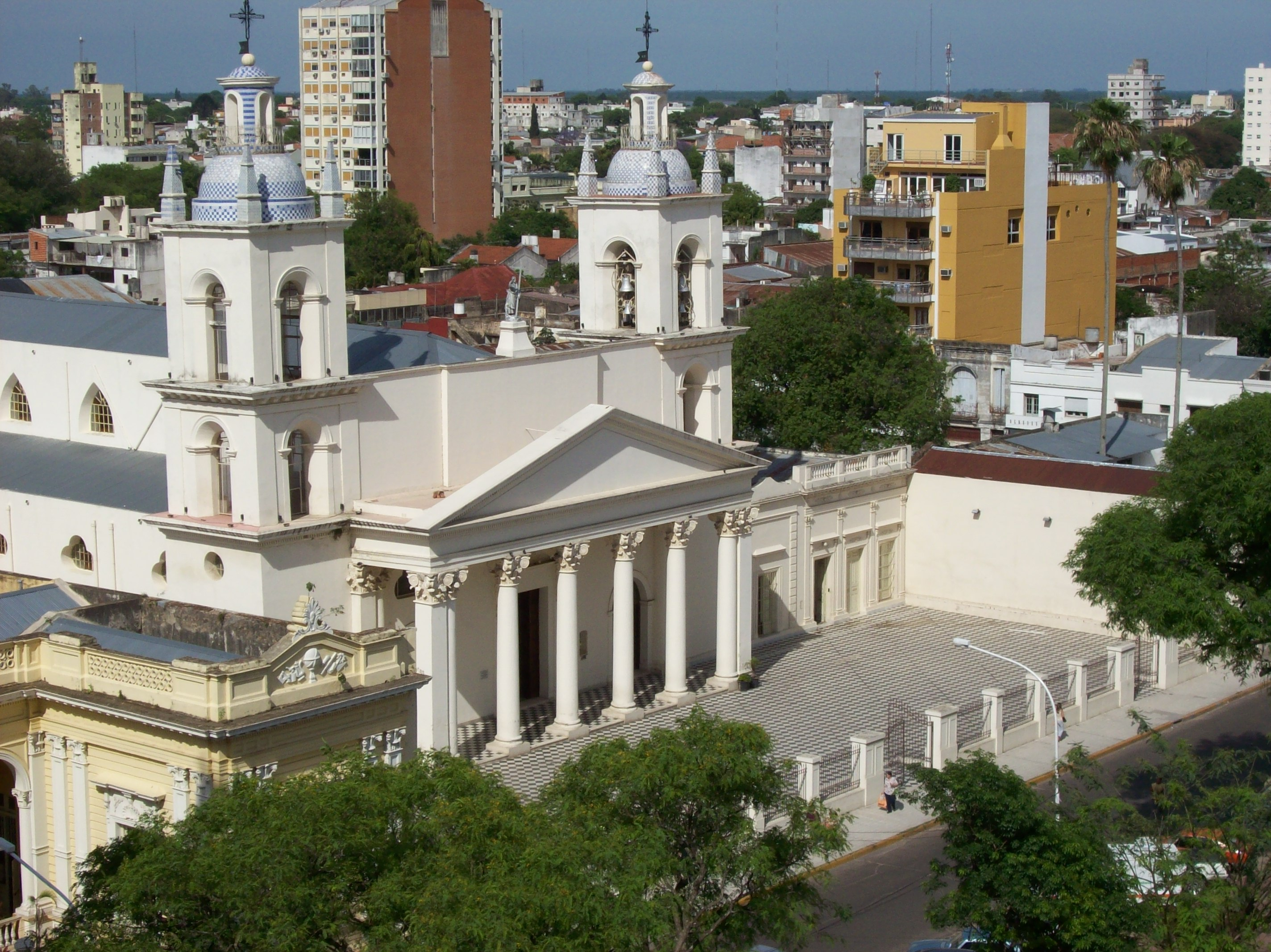
Vy över Corrientes med stadens katedral i förgrunden

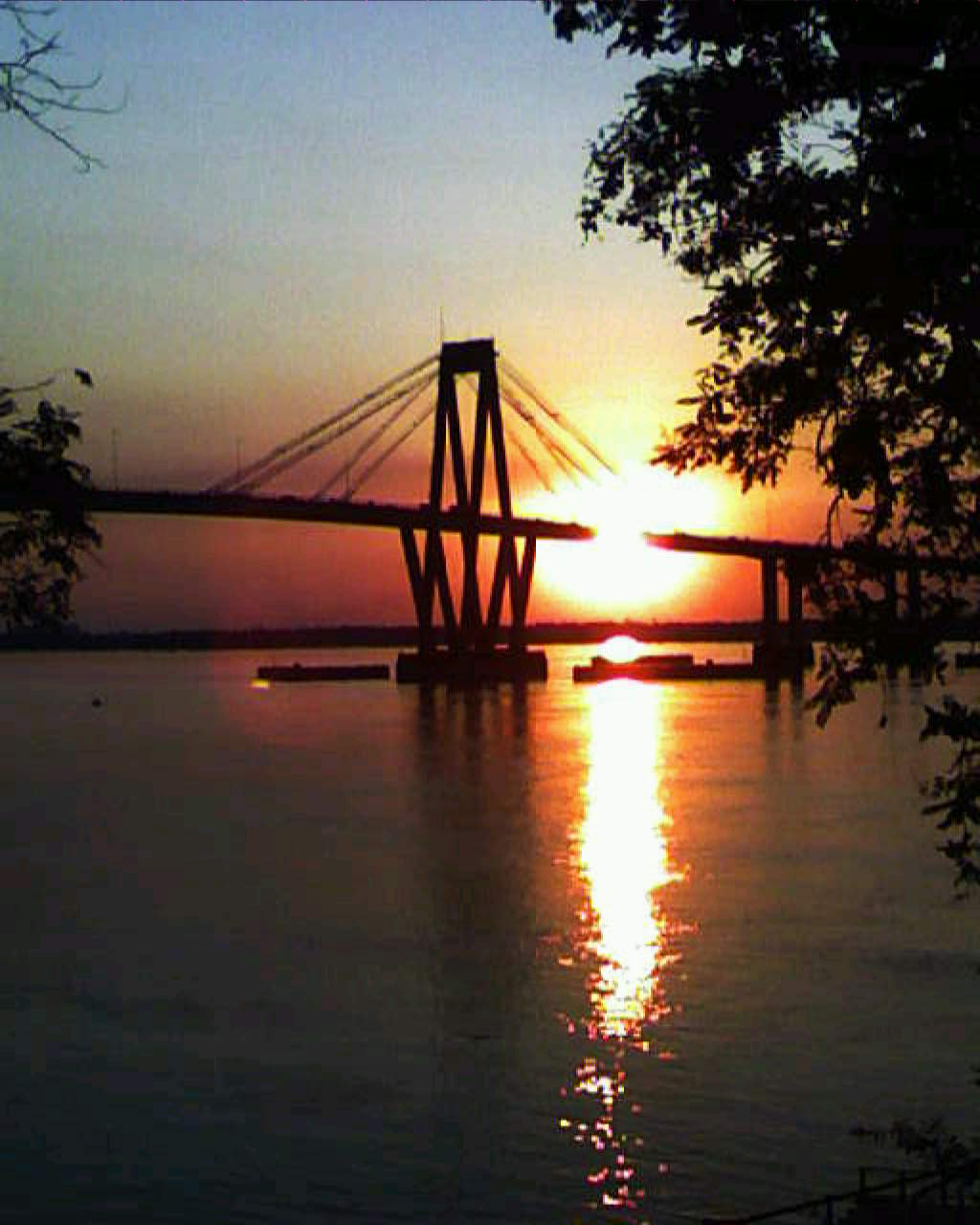
Belgranobron

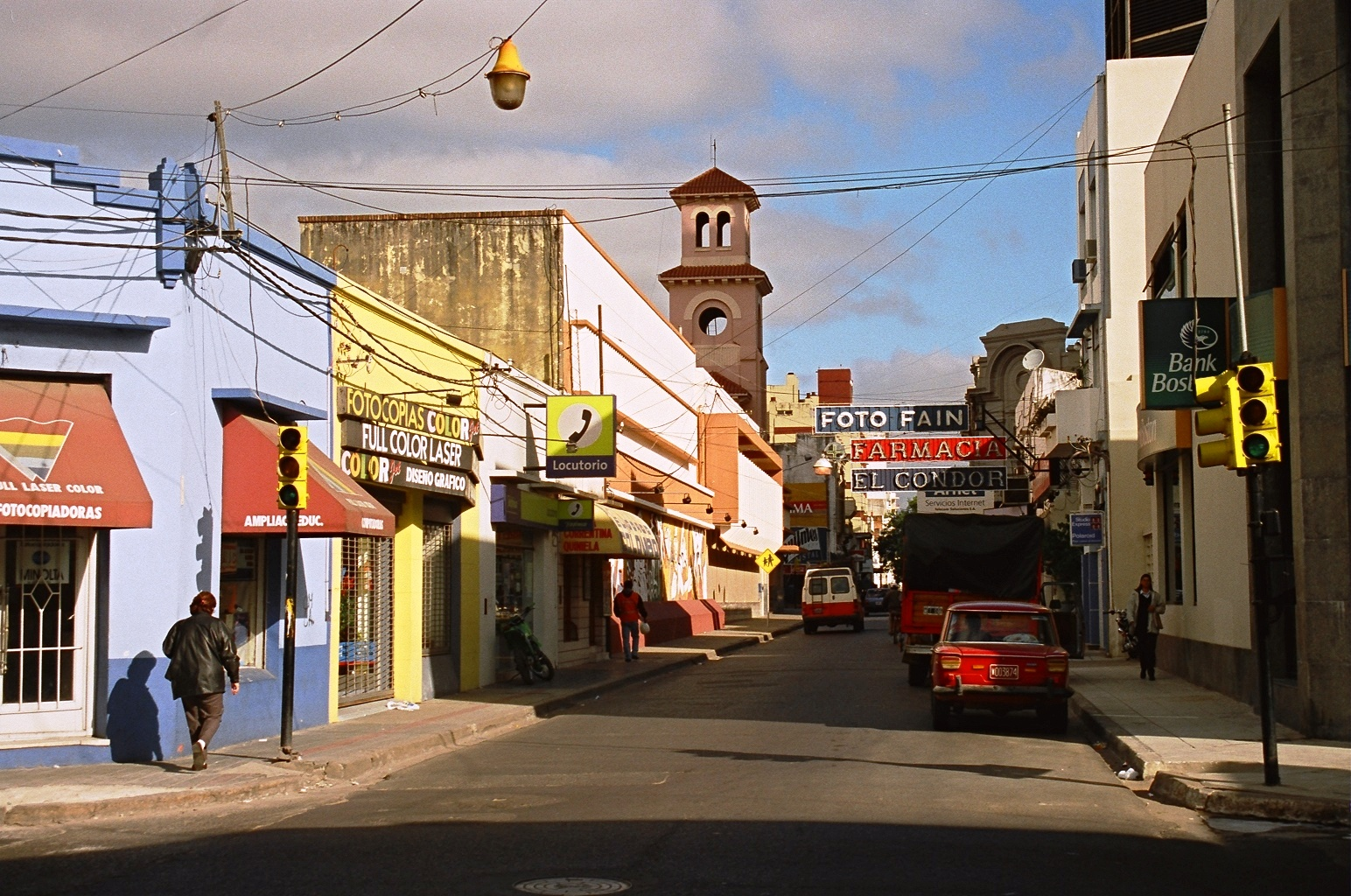
En väg nära Corrientes centrum

Corrientes är huvudstad i provinsen Corrientes i Argentina. Den ligger på Paranáflodens östra strand, ungefär 1000 kilometer ifrån Buenos Aires och 300 kilometer ifrån Posadas, längs Ruta Nacional 12. 2010 hade staden 365 000 invånare.
Corrientes är, då det är provinsens huvudstad, också den viktigaste staden i provinsen, dess ekonomiska centrum och innehåller samtliga myndigheter och institutioner.
Den årliga medeltemperaturen är 20 °C, med max- och mingenomsnitt på 33 °C respektive 10 °C. Den årliga nederbörden ligger på omkring 1 200 mm.

## Historia
År 1516 ledde Juan Díaz de Solís en expedition för att nå området, som då främst var befolkat av ursprungsfolket guaraní. Expeditionen attackerades dock och Solís avled. 1527 etablerade Sebastián Gaboto fortet Sancti Spiritu uppströms längs Paranáfloden, och 1536 nådde Pedro de Mendoza längre norrut in i flodområdet.
Juan Torres de Vera y Aragón grundade den 3 april 1588 San Juan de Vera de las Siete Corrientes ("Sankt Johannes av Vera av de sju strömmarna"), som sedermera förkortades till Corrientes. "De sju strömmarna" syftar på de sju halvöarna längs flodens strand, som skapade kraftiga strömmar som gjorde det svårt att navigera längs floden. Trots detta gjorde placeringen mellan Asunción och Buenos Aires att staden blev en viktig mittpunkt.
År 1807 motstod staden brittiska invasioner och under argentinska självständighetskriget var den i ständig konflikt med regeringen i Buenos Aires. Städerna förenades till slut då staden attackerades av trupper från Paraguay under trippelallianskriget 1865.